# Нічний швидкий поїзд
Нічни́й швидки́й пóїзд — за класифікацією Міністерства інфраструктури України, що є чинною з 2011 року, — нічний поїзд, який курсує у прямому та місцевому сполученні.
Вимоги:
- маршрутна швидкість 50 км/год і більше при допустимій швидкості до 140 км/год:
- вагони СВ, купейні та плацкартні.

Потреба у внесенні змін виникла у зв'язку з розробкою нової системи класифікації пасажирських поїздів згідно з Указом Президента України «Про Національний план дій на 2011 рік щодо впровадження Програми економічних реформ на 2010—2014 роки «Заможне суспільство, конкурентоспроможна економіка, ефективна держава», а також із проведенням заходів у рамках підготовки до Чемпіонату Європи з футболу 2012 року.
До цього часу на Укрзалізниці діють «Правила перевезення пасажирів, багажу, вантажобагажу та пошти залізничним транспортом України», затверджені наказом Мінтрансзв'язку від 27.12.2006 № 1196.

## Поїзди категорії НШ
| №               | Іменна назва        | Маршрут сполучення                        | Залізниця формування       | Примітки |
| --------------- | ------------------- | ----------------------------------------- | -------------------------- | --- |
| 004/003         | «Київ»              | Київ — Москва                             | Південно-Західна залізниця | Скасований 2013 року. |
| 006/005         | «Україна»           | Київ — Москва                             | Південно-Західна залізниця | Скасований з березня 2020 року. |
| 007/008         | «Дукла»             | Київ — Чоп                                | Південно-Західна залізниця | Скасований. |
| 010/009         | «Троянда Донбасу»   | Донецьк — Москва                          | Донецька залізниця         | Скасований 2014 року через війну на сході України. |
| 020/019         | «Микола Конарєв»    | Харків — Москва                           | Південна залізниця         | Фірмовість знята, з 8 грудня 2019 року скасований. |
| 019/020         | «Лугань»            | Луганськ — Київ                           | Донецька залізниця         | Скасований 2014 року, через війну на сході України. |
| 019/020         | «Нічний експрес»    | Попасна — Київ                            | Південно-Західна залізниця | Призначений з 30 вересня 2018 року. Скасований у 2022 році через російське вторгнення в Україну. |
| 024/023         | «Одеса»             | Одеса — Москва                            | Одеська залізниця          | Скасований з березня 2020 року. |
| 025/035 026/036 | «Біла акація»       | Одеса — Львів — Рахів / Перемишль         | Львівська залізниця        | З 10 грудня 2017 року змінено маршрут до Яремче, з 16 грудня 2018 року подовжено маршрут руху до Рахова. |
| 031/032         | «Чотири столиці»    | Київ — Рига                               | Південно-Західна залізниця | Призначений з 28 вересня 2018 року. Скасований з березня 2020 року. |
| 038/037         | «Нічний експрес»    | Київ — Запоріжжя                          | Південно-Західна залізниця | |
| 037/038         | «Донбас»            | Донецьк — Київ                            | Донецька залізниця         | Скасований 2014 року через війну на сході України. |
| 039/040         | «Севастополь»       | Севастополь — Київ                        | Придніпровська залізниця   | Скасований з 27 грудня 2014 року через анексію Криму Росією. |
| 044/043         | «Стефанія Експрес»  | Івано-Франківськ — Київ — Черкаси         | Львівська залізниця        | |
| 047/048         | «Гірник»            | Донецьк — Севастополь                     | Донецька залізниця         | Скасований 2014 року через війну на сході України і анексію Криму. |
| 052/051         | «Нічний експрес»    | Київ — Запоріжжя                          | Південно-Західна залізниця | Скасований з 10 грудня 2017 року. |
| 051/052         |                     | Запоріжжя — Одеса                         | Придніпровська залізниця   | Призначений з грудня 2023 року. |
| 053/054         | «Скіфія»            | Дніпро — Одеса                            | Придніпровська залізниця   | До 9 грудня 2018 року — № 63/64. В складі поїзда курсують ВБС під № 563/564 з Кривого Рогу. |
| 054/053         | «Либідь»            | Київ — Санкт-Петербург                    | Південно-Західна залізниця | Курсував до березня 2020 року як група ВБС № 143/144 з Харкова до Санкт-Петербургу. Скасований. |
| 057/058         | «Хрещатик»          | Київ — Євпаторія                          | Південно-Західна залізниця | Скасований 2014 року. |
| 059/060         | «Чайка»             | Харків — Одеса                            | Одеська залізниця          | |
| 061/062         | «Південний Буг»     | Миколаїв — Москва                         | Одеська залізниця          | Скасовпний, раніше курсував під № 65/66. |
| 068/067         | «Крим»              | Сімферополь — Москва                      | Придніпровська залізниця   | Скасований з 27 грудня 2014 року через анексію Криму Росією. |
| 071/072         | «Запоріжжя»         | Запоріжжя — Київ                          | Придніпровська залізниця   | Скасований, наразі призначений поїзд № 37/38 за цим же маршрутом. |
| 075/076         | «Криворіжжя»        | Кривий Ріг — Київ                         | Придніпровська залізниця   | |
| 077/078         | «Волинь»            | Ковель — Москва                           | Львівська залізниця        | Скасований. З 2014 по 19 травня 2019 року курсував як група ВБС в складі поїзда № 74/73 Львів — Москва. Скасований. |
| 078/077         | «Голубі озера»      | Ковель — Одеса                            | Львівська залізниця        | До 8 грудня 2018 року — № 84/83. |
| 079/080         | «Дніпро»            | Дніпро — Київ / Львів                     | Придніпровська залізниця   | |
| 083/084         | «Азов»              | Маріуполь — Київ                          | Донецька залізниця         | Скасований через російське вторгнення в Україну у 2022 році. |
| 085/086         |                     | Львів — Запоріжжя                         | Львівська залізниця        | До 26 грудня 2014 року курсував до Сімферополя, маршрут руху був скорочений до станції Новоолексіївка, який курсував до російського вторгнення в Україну у 2022 році. |
| 087/088         | «Лісова пісня»      | Ковель — Запоріжжя                        | Львівська залізниця        | До 26 грудня 2014 року курсував до Сімферополя, маршрут руху був скорочений до станції Новоолексіївка, який курсував до російського вторгнення в Україну у 2022 році. |
| 092/091         | «Георгій Береговий» | Полтава — Москва / Новоолексіївка         | Південна залізниця         | Скасований. |
| 092/091         | «Львів»             | Львів — Київ                              | Львівська залізниця        | |
| 095/096         | «Тясмин»            | Черкаси — Львів                           | Одеська залізниця          | З 2 вересня 2015 року отримав статус нічного швидкого та відповідний номер завдяки прискоренню (раніше — № 397/398). Наразі скасований. |
| 098/097         | «Світязь»           | Ковель — Київ                             | Львівська залізниця        | |
| 100/099         | «Закарпаття»        | Ужгород — Київ                            | Львівська залізниця        | Скасований з 10 грудня 2017 року через призначення поїзда № 46/45 сполученням Ужгород — Лисичанськ. |
| 103/104         | «Маріуполь»         | Київ — Маріуполь                          | Південно-Західна залізниця | Скасований. |
| 106/105         | «Чорноморець»       | Одеса — Київ                              | Одеська залізниця          | |
| 108/107         | «Хаджибей»          | Одеса — Ужгород                           | Одеська залізниця          | |
| 111/112         | «Слобожанщина»      | Харків — Львів                            | Південна залізниця         | З 7 липня 2015 року курсував зміненим маршрутом через Київ, Вінницю, Тернопіль. Наразі скасований. |
| 116/136 115/135 | «Маяк»              | Київ — Бердянськ / Покровськ              | Південно-Західна залізниця | Влітку курсував вагон безпересадкового сполучення з Мінська з поїздом № 100/99, маневрові роботи здійснювалися на станції Запоріжжя I, до 09.12.2018 поїзд курсував під № 226/225//246/245. Наразі скасований через російське вторгнення в Україну.                          |
| 118/117         | «Буковина»          | Чернівці — Київ — Генічеськ               | Львівська залізниця        | З червня по серпень 2019 року подовжувався маршрут руху до Генічеська під № 114/118. Наразі скасований. |
| 118/117         | «Іван Кожедуб»      | Суми — Москва                             | Південна залізниця         | Скасований. |
| 121/122         | «Миколаїв»          | Миколаїв — Київ                           | Одеська залізниця          | |
| 124/123         | «Аркадія»           | Одеса — Київ                              | Одеська залізниця          | Скасований. |
| 125/126         | «Молода Гвардія»    | Луганськ — Київ                           | Донецька залізниця         | Скасований. |
| 127/128         | «Ковель»            | Харків — Ковель                           | Львівська залізниця        | Скасований з березня 2020 року. |
| 127/128         | «Славутич»          | Кременчук — Львів                         | Південна залізниця         | Скасований. |
| 127/128 129/130 | «Північний експрес» | Суми — Зернове / Шостка                   | Південна залізниця         | Скасований з березня 2020 року. |
| 131/132         | «Слобожанщина»      | Харків — Львів                            | Південна залізниця         | З 8 липня 2015 року курсував через Коростень, Здолбунів. Скасований 2018 року. |
| 131/132         | «Поділля»           | Хмельницький — Херсон                     | Південно-Західна залізниця | Скасований. До 2014 року курсував до Сімферополя. Наразі скасований. |
| 135/136         | «Чорномор»          | Білгород-Дністровський / Одеса — Чернівці | Одеська залізниця          | З 11 грудня 2017 року подовжувався маршрут руху поїзда до Білгород-Дністровського. З 9 грудня 2018 року скорочено маршрут руху до станції Одеса-Головна. Раніше курсував під № 351/352.                                                                                      |
| 137/138         | «Максим Яровець»    | Хмельницький — Лисичанськ                 | Південно-Західна залізниця | До 2018 року курсував під № 233/234. Скасований у 2022 році через російське вторгнення в Україну. |
| 139/140         | «Амур»              | Дніпро — Лисичанськ                       | Придніпровська залізниця   | Скасований з березня 2020 року. |
| 141/142         | «Галичина»          | Львів — Бахмут                            | Львівська залізниця        | З 9 грудня 2018 року подовжено маршрут руху до станції Бахмут. Скасований через російське вторгнення в Україну у 2022 році. |
| 143/144         | «Галичина»          | Ворохта — Київ                            | Придніпровська залізниця   | До 8 грудня 2018 року їхав формуванням Львівської залізниці. |
| 145/146         | «Дунай»             | Ізмаїл — Київ                             | Південно-Західна залізниця | З 9 грудня 2018 року в розкладі руху поїздів вказаний під назвою «Дунай». Скасований у 2022 році через руйнування російськими окупантами під'йомного мосту в селищі Затока                                                                                                   |
| 147/148         | «Хаджибей»          | Одеса — Київ                              | Одеська залізниця          | |
| 150/149 129/130 | «Галичина»          | Ворохта — Київ — Кременчук / Полтава      | Львівська залізниця        | Подовжено маршрут руху поїзда № 144/143 з Івано-Франківська до Ворохти. З 9 грудня 2018 року подовжено маршрут руху до станції Кременчук зі зміною нумерації поїзда на № 150/149. З 8 грудня 2019 року призначено ще один маршрут до станції Полтава-Південна під № 130/129. |
| 151/152         | «Київський експрес» | Київ — Вінниця                            | Південно-Західна залізниця | Скасований. |
| 167/168         | «Столичний експрес» | Дніпро — Київ                             | Придніпровська залізниця   | Скасований. |
| 171/172         | «Дніпро-Експрес»    | Дніпро — Сімферополь                      | Придніпровська залізниця   | Скасований. |
| 171/172         | «Південний експрес» | Одеса — Хмельницький                      | Одеська залізниця          | Скасований. |
| 175/176         | «Південний експрес» | Харків — Сімферополь                      | Південна залізниця         | Скасований. |
| 179/180         | «Харків'янин»       | Харків — Луганськ                         | Південна залізниця         | Скасований. |
| 191/192         | «Львів»             | Львів — Київ                              | Львівська залізниця        | На новорічні свята зазвичай призначається за маршрутом Львів — Дніпро. |
| 209/210         | «ГогольTrain»       | Маріуполь — Київ                          | Південно-Західна залізниця | За вказівкою. |
| 219/220         |                     | Чернівці — Київ                           | Південно-Західна залізниця | За вказівкою. Раніше курсував під № 520/519 до станції Івано-Франківськ. |
| 221/222         | «Дністер»           | Київ — Білгород-Дністровський             | Південно-Західна залізниця | Курсував тригрупним складом з поїздом № 287/288, скасований 2017 року. |
| 277/278         | «ГогольTrain»       | Київ — Херсон                             | Південно-Західна залізниця | За вказівкою |
| 287/288         | «Дністер»           | Чернігів — Білгород-Дністровський         | Південно-Західна залізниця | Курсував тригрупним складом з поїздом № 221/222/521/522, скасований 2017 року. |